# Єжи Овсяк
Єжи Збіґнєв Овсяк (пол. Jerzy Zbigniew Owsiak; нар. 6 жовтня 1953, Ґданськ) — польський громадський діяч і журналіст, засновник Великого оркестру святкової допомоги, однієї з найбільших неурядових, неприбуткових благодійних організацій у Польщі. Овсяк є головним ініціатором та промоутером Ґранд-фіналу гурту, щорічного всесвітнього фестивалю, під час якого збираються кошти на лікування дітей та людей похилого віку, які страждають від різних захворювань. Він також є творцем щорічного фестивалю Pol'and'Rock Festival, найбільшого щорічного музичного фестивалю в Польщі та одного з найбільших щорічних музичних фестивалів у світі.
Єжи Овсяк одружений з Лідією Нєдзвєдзькою-Овсяк, директоркою з медичних питань Великого оркестру святкової допомоги. Він також займається виготовленням вітражів і має кваліфікацію психотерапевта.

## Фільмографія
| Назва                     | Рік  | Жанр                 | Режисер                        |
| ------------------------- | ---- | -------------------- | ------------------------------ |
| «Історія польського року» | 2008 | документальний фільм | Лешек Ґнойнський, Войцех Свота |

## Вибрані нагороди
- Infantis Dignitatis Defensori (нагорода за захист прав дітей) (2018)
- Нагорода Polonicus (2018)
- Премія Ягеллонського університету Plus Ratio Quam Vis (2017)
- Премія «Найкращий концертний промоутер Musexpo» (2015)[8]
- Почесний громадянин столичного міста Варшави (2014)
- Нагорода Левіафана (2014)
- Медаль Саміту Миру за соціальну активність (2013)[9]
- Почесний ступінь Краківського педагогічного університету (2013)
- Командорський хрест Ордену Відродження Полонії (2011)
- Нагорода Буздигана (2011)
- Почесна нагорода Bene Merito (2010)
- Почесна відзнака «За заслуги у захисті прав людини» (2009)
- Орден Ecce Homo (2003)
- Нагорода «Супервіктор» (2000)
- Лицарський хрест ордену «Полонія Реституція» (1999)
- Приз глядацьких симпатій Вікіпедії (1999)
- Нагорода Віктора (1994)
- Орден Усмішки (1993)
- Нагорода Віткора (1993)